# 张际勇死亡事件
张际勇死亡事件，是一起发生于2016年5月17日的警察非正常死亡事件。江苏省兴化市民警张际勇在值班期间离奇死亡，由于其死亡前后情况蹊跷，事后家属与当地警方对死因说法不一致，并引发媒体及舆论持续关注。

## 背景
江苏省兴化市民警张际勇在5月17日晚9时30分值班期间突然出走。5月19日，兴化市公安局发布关于张际勇的寻人启事。5月20日下午1时许，其尸体被发现于城区华丰城市花园小区东侧的南官河边。其尸体眼部瘀血肿大，以及鼻腔带有血渍。经泰州首席法医裴军昌通过硅藻实验验证，张际勇死于溺水。家属对溺水死亡没有异议，但对其他疑问不作表态，并不认同警方“排除他杀”的定论。
根据兴化市公安局有关负责人在接受媒体采访时表示，张际勇当晚9:30分离开事故组一路行进轨迹皆有路面监控视频，在拐上五里大桥后消失在监控中（桥上无监控），手机也在此后9:55分呈现关机状态，判断系从桥上落水。如像张妻所说系“谋杀”，只能是在桥上被人推落水中, 但可能性不大。但据张际勇妻子表示，警方并未出示完整监控视频，并要求公开张际勇跳下的视频。

## 后续
兴化市公安局曾表示说，张际勇或存在心理上和精神上的问题，但这一点随后被家属否认。一名自称为张际勇同事的人曾对媒体表示，“张际勇2008年考上公务员，为人憨厚老实，工作上进，很顾家”。2016年5月23日，死者妻子在新浪微博中提出更多的质疑点，包括死者在5月18日扣押的一辆三菱汽车中发现毒品，但事后被人秘密移动改成一辆帕萨特；以及张际勇失踪前，曾经身体出现红色斑点、并怀疑被人下毒。
根据张际勇的妻子表示，张际勇在失联前的5月15日、5月16日两天曾表现出精神紧张的状态，并称有人要谋害他。在他失联前，曾参与过一起套牌车辆的查处，并表示此事或涉嫌与毒品有关。张际勇一直担心被报复，并告诉家属其手机可能遭到监控，尽量减少联系。
另据张际勇妻子此前删除的一篇微博表示，张际勇在出事前几天持续认为同事和路人对其监控、跟踪、投毒，要谋害他。张妻还透露，张际勇因为感觉有人要谋害他，几天几夜没睡觉，5月17日张爸已开导他一天一夜，靠吃安定片睡了会。据安定说明书称，安定副作用为皮肤红疹以及会加重抑郁者自杀倾向，而此前张际勇认为自己去健身房被下毒的表现之一即为皮肤红疹。
随后传出了死者妻子提出向当局提出了十五点要求的说法，包括“把她自己转为公务员、政府负责她父母的赡养费、政府帮她还清房贷、政府供她女儿上学并且将来要帮她女儿找工作、她要享受烈士家属待遇”。此事引起舆论反转。

## 參閲
- 橋北中學校水難事件（日语：橋北中学校水難事件） (津海岸集團水難事件/中河原水難事件)